# Millardia kathleenae
Il ratto dalla pelliccia soffice birmano (Millardia kathleenae  Thomas, 1914) è un roditore della famiglia dei Muridi diffuso nel Myanmar.

## Descrizione
Roditore di medie dimensioni, con la lunghezza della testa e del corpo tra 130 e 165 mm, la lunghezza della coda tra 120 e 155 mm, la lunghezza del piede tra 25 e 30 mm e la lunghezza delle orecchie tra 20 e 23 mm.

Le parti superiori sono color sabbia con dei riflessi rossicci, più brillanti lungo i fianchi ed intorno agli occhi. Le orecchie sono grandi e grigiastre. Le parti inferiori sono bianco-grigiastre, con la base dei peli color ardesia. Le zampe sono bianche. Sono presenti solo 4 cuscinetti suotto la pianta dei piedi. La coda è di lunghezza variabile, finemente ricoperta di piccoli peli, bruno-grigiastra sopra e bianca sotto ed in punta e con 12 anelli di scaglie per centimetro. Le femmine hanno 2 paia di mammelle inguinali.

## Biologia

### Comportamento
È una specie notturna e fossoria. 

## Distribuzione e habitat
Questa specie è diffusa nel Myanmar centrale.
Vive in zone di boscaglia su terreni sabbiosi degradate.

## Conservazione
La IUCN Red List, considerato che questa specie è localmente comune e abbondante e presente in ambienti molto degradati del Myanmar centrale, classifica M.kathleenae come specie a rischio minimo (Least Concern).